# Pythagoreische Primzahl
In der Zahlentheorie ist eine pythagoreische Primzahl (vom englischen pythagorean prime) eine Primzahl {\displaystyle p\in \mathbb {N} } der Form {\displaystyle p=4n+1} mit {\displaystyle n\in \mathbb {N} } (nicht zu verwechseln mit Pythagoraszahl). Ist eine Primzahl keine pythagoreische Primzahl, so heißt sie nicht-pythagoreische Primzahl.

## Beispiele
- Die kleinsten pythagoreischen Primzahlen sind die folgenden:

5, 13, 17, 29, 37, 41, 53, 61, 73, 89, 97, 101, 109, 113, 137, 149, 157, 173, 181, 193, 197, 229, 233, 241, 257, 269, 277, 281, 293, 313, 317, 337, 349, 353, 373, 389, 397, 401, 409, 421, 433, 449, 457, 461, 509, 521, 541, 557, 569, 577, 593, 601, 613, 617, … (Folge A002144 in OEIS)

## Eigenschaften
- Jede pythagoreische Primzahl kann als Summe von zwei Quadraten dargestellt werden.

Beweis:
Der Beweis folgt direkt aus Fermatschem Satz über die Summe von zwei Quadraten. Gelegentlich nennt man diesen Satz auch Girard’s Theorem.
Beispiel:
{\displaystyle 41=4^{2}+5^{2}}, {\displaystyle 101=1^{2}+10^{2}}, …
- Die Umkehrung der obigen Eigenschaft gilt ebenfalls:

Ist die Summe von zwei Quadraten eine ungerade Primzahl, so ist sie eine pythagoreische Primzahl.
Beweis:
Der Beweis folgt ebenfalls direkt aus Fermatschem Satz über die Summe von zwei Quadraten:
Für das Quadrat einer geraden Zahl {\displaystyle n:=2k} mit {\displaystyle n,k\in \mathbb {Z} } gilt: {\displaystyle n^{2}=(2k)^{2}=4k^{2}\equiv 0{\pmod {4}}}.
Für das Quadrat einer ungeraden Zahl {\displaystyle m:=2k+1} mit {\displaystyle m,k\in \mathbb {Z} } gilt: {\displaystyle m^{2}=(2k+1)^{2}=4k^{2}+4k+1\equiv 1{\pmod {4}}}.
Für ungerade Primzahlen {\displaystyle p\in \mathbb {P} } gilt: {\displaystyle p\equiv 1{\pmod {4}}} (für pythagoreische Primzahlen) oder {\displaystyle p\equiv 3{\pmod {4}}} (für nicht-pythagoreische Primzahlen).
Die Summe von zwei Quadratzahlen ist aus obigen Gründen immer {\displaystyle \equiv 0{\pmod {4}}}, {\displaystyle \equiv 1{\pmod {4}}} oder {\displaystyle \equiv 2{\pmod {4}}}, aber niemals {\displaystyle \equiv 3{\pmod {4}}}. Ist sie also eine ungerade Primzahl, so bleibt nur {\displaystyle \equiv 1{\pmod {4}}} übrig und das sind genau die pythagoreischen Primzahlen. {\displaystyle \Box }
- Für jede pythagoreische Primzahl {\displaystyle p\in \mathbb {P} } gibt es ein rechtwinkliges Dreieck mit Hypotenusenlänge {\displaystyle {\sqrt {p}}}, welches ganzzahlige Kathetenlängen hat.[3]

Die pythagoreische Primzahl und seine Quadratwurzel als Hypotenusen von rechtwinkligen Dreiecken und wie man aus dem kleinen Dreieck das große berechnen kann

Beweis:
Siehe Satz des Pythagoras
- Ist die Primzahl {\displaystyle p\in \mathbb {P} } die Hypotenusenlänge eines rechtwinkligen Dreiecks, so ist {\displaystyle p} eine pythagoreische Primzahl und größter Teil eines pythagoreischen Tripels.
- Es gibt unendlich viele pythagoreische Primzahlen.

Beweis:
Siehe Dirichletscher Primzahlsatz

## Das Primrennen zwischen 4n+1 und 4n+3
Sei {\displaystyle x\in \mathbb {N} }. Dann gilt:
Die Anzahl der pythagoreischen Primzahlen (der Form {\displaystyle 4n+1}) bis {\displaystyle x} ist annähernd gleich wie die Anzahl der nicht-pythagoreischen Primzahlen (der Form {\displaystyle 4n+3}) bis {\displaystyle x}. Im Speziellen ist die Anzahl der pythagoreischen Primzahlen bis {\displaystyle x} oft etwas kleiner. Dieses Phänomen nennt man auf Englisch Chebyshev’s bias und stammt vom Mathematiker Pafnuti Lwowitsch Tschebyschow.

### Beispiele
- Bis {\displaystyle x=600000} gibt es nur zwei Zahlen, unter denen mehr pythagoreische Primzahlen (der Form {\displaystyle 4n+1}) als nicht-pythagoreische (ungerade) Primzahlen (der Form {\displaystyle 4n+3}) existieren, nämlich {\displaystyle 26861} und {\displaystyle 26862}. Zwischen {\displaystyle 26863} und {\displaystyle 26878} sind es gleich viele und ab {\displaystyle 26879} gibt es wieder mehr nicht-pythagoreische (ungerade) Primzahlen.
- Die folgende Liste zeigt an, wann ein „Führungswechsel“ im „Rennen“ pythagoreische Primzahlen gegen nicht-pythagoreische (ungerade) Primzahlen stattfindet (auf Englisch Where prime race 4n-1 vs. 4n+1 changes leader):

3, 26861, 26879, 616841, 617039, 617269, 617471, 617521, 617587, 617689, 617723, 622813, 623387, 623401, 623851, 623933, 624031, 624097, 624191, 624241, 624259, 626929, 626963, 627353, 627391, 627449, 627511, 627733, 627919, 628013, 628427, 628937, 629371, … (Folge A007350 in OEIS)

## Zusammenhang mit Gaußschen Primzahlen
Die Norm einer Gaußschen Zahl der Form {\displaystyle x+\mathrm {i} \cdot y} ist {\displaystyle \|x+\mathrm {i} \cdot y\|=x^{2}+y^{2}}. Es gilt:
- Eine pythagoreische Primzahl (inklusive der Primzahl {\displaystyle p=2}) kann immer als Norm einer Gaußschen ganzen Zahl dargestellt werden. Ungerade nicht-pythagoreische Primzahlen können das nicht.
- Eine pythagoreische Primzahl ist keine Primzahl in der Menge der Gaußschen Primzahlen. Der Realteil {\displaystyle x} und der Imaginärteil {\displaystyle y} ihrer Primfaktoren in dieser Faktorisierung sind die Kathetenlängen des rechtwinkligen Dreiecks mit gegebener Hypotenusenlänge {\displaystyle p}.

Beweis: 
Es kann jede pythagoreische Primzahl {\displaystyle p=x^{2}+y^{2}} zerlegt werden in {\displaystyle p=x^{2}+y^{2}=(x+\mathrm {i} \cdot y)\cdot (x-\mathrm {i} \cdot y)}.
- Vergleiche dazu auch die Gruppe der rationalen Punkte auf dem Einheitskreis.

## Quadratische Reste
- Seien {\displaystyle p,q\in \mathbb {P} } zwei verschiedene ungerade Primzahlen, wobei mindestens eine der beiden eine pythagoreische Primzahl sein soll. Dann gilt:[6]

{\displaystyle p} ist quadratischer Rest modulo {\displaystyle q} genau dann, wenn {\displaystyle q} quadratischer Rest modulo {\displaystyle p} ist.
Mit anderen Worten:
Seien {\displaystyle p,q\in \mathbb {P} } mit {\displaystyle p>2,q>2,p\not =q} und {\displaystyle p\equiv 1{\pmod {4}}}. Dann gilt mit dem Legendre-Symbol:
{\displaystyle \left({\frac {p}{q}}\right)=1\Longleftrightarrow \left({\frac {q}{p}}\right)=1}
Beispiel:
Sei {\displaystyle p=37\equiv 1{\pmod {4}}} und {\displaystyle q=47\equiv 3{\pmod {4}}}. Dann ist {\displaystyle 15^{2}=225\equiv 37{\pmod {47}}} und somit ist {\displaystyle 37} quadratischer Rest modulo {\displaystyle 47}. Umgekehrt ist {\displaystyle 11^{2}=121\equiv 84\equiv 47\equiv 10{\pmod {37}}} und somit ist {\displaystyle 47} quadratischer Rest modulo {\displaystyle 37}.
- Seien {\displaystyle p,q\in \mathbb {P} } zwei verschiedene ungerade Primzahlen, wobei beide nicht-pythagoreische Primzahlen sein sollen. Dann gilt:[6]

{\displaystyle p} ist quadratischer Rest modulo {\displaystyle q} genau dann, wenn {\displaystyle q} kein quadratischer Rest modulo {\displaystyle p} ist.
Mit anderen Worten:
Seien {\displaystyle p,q\in \mathbb {P} } mit {\displaystyle p>2,q>2,p\not =q} und {\displaystyle p,q\equiv 3{\pmod {4}}}. Dann gilt:
{\displaystyle \left({\frac {p}{q}}\right)=1\Longleftrightarrow \left({\frac {q}{p}}\right)=-1}
Beispiel:
Sei {\displaystyle p=47\equiv 3{\pmod {4}}} und {\displaystyle q=43\equiv 3{\pmod {4}}}. Dann ist {\displaystyle 41^{2}=1681\equiv 47\equiv 4{\pmod {43}}} und somit ist {\displaystyle 47} quadratischer Rest modulo {\displaystyle 43}. Umgekehrt gibt es aber kein {\displaystyle x} mit {\displaystyle x^{2}\equiv 43{\pmod {47}}} und somit ist {\displaystyle 43} kein quadratischer Rest modulo {\displaystyle 47}.